# Gonomyia bicornuta
Gonomyia bicornuta är en tvåvingeart som beskrevs av Alexander 1927. Gonomyia bicornuta ingår i släktet Gonomyia och familjen småharkrankar. Inga underarter finns listade i Catalogue of Life.